# Iotyrris cerithiformis
Iotyrris cerithiformis is een slakkensoort uit de familie van de Turridae. De wetenschappelijke naam van de soort werd voor het eerst geldig gepubliceerd in 1964 door Powell als Xenuroturris cerithiformis.